# Blephilia subnuda
Blephilia subnuda — вид квіткових рослин з родини глухокропивових (Lamiaceae).

## Біоморфологічна характеристика
Це багаторічна трав'яниста рослина до ≈ 60 см заввишки. Квітки білі з пурпуровими плямами на нижній губі. Час цвітіння: травень, червень.

## Поширення
Ендемік південного сходу США — Alabama, Tennessee.